# Phrynobatrachus taiensis
Phrynobatrachus taiensis es una especie de anfibios de la familia Phrynobatrachidae.

## Distribución geográfica
Es endémica de la selva guineana occidental de tierras bajas, concretamente del bosque Taï (Parque nacional de Taï), en el suroeste de Costa de Marfil. 